# Tacna (ciutat)
Tacna és una ciutat del Perú situada a l'extrem sud del país, en una regió costanera que limita amb Xile. La ciutat és capital de la província i de la regió del mateix nom.

## Història
A l'inici la zona estava poblada per camanchacos, cols, lupacas, chinchorros, uros. La colonització aimara va ocórrer cap al 800 i posteriorment l'Inca Túpac Yupanqui recorreria aquesta regió integrant-la a l'Imperi inca.
En 1572 s'inicien els primers assentaments hispànics a la vall del riu Caplina, sobre el territori que actualment ocupa la ciutat.
| Paràmetres climàtics mitjans de | Paràmetres climàtics mitjans de | Paràmetres climàtics mitjans de | Paràmetres climàtics mitjans de | Paràmetres climàtics mitjans de | Paràmetres climàtics mitjans de | Paràmetres climàtics mitjans de | Paràmetres climàtics mitjans de | Paràmetres climàtics mitjans de | Paràmetres climàtics mitjans de | Paràmetres climàtics mitjans de | Paràmetres climàtics mitjans de | Paràmetres climàtics mitjans de | Paràmetres climàtics mitjans de |
| Mes                             | Gen.                            | Feb.                            | Mar.                            | Abr.                            | Mai.                            | Jun.                            | Jul.                            | Ago.                            | Set.                            | Oct.                            | Nov.                            | Des.                            | Anual                           |
| ------------------------------- | ------------------------------- | ------------------------------- | ------------------------------- | ------------------------------- | ------------------------------- | ------------------------------- | ------------------------------- | ------------------------------- | ------------------------------- | ------------------------------- | ------------------------------- | ------------------------------- | ------------------------------- |
| Font:                           |                                 |                                 |                                 |                                 |                                 |                                 |                                 |                                 |                                 |                                 |                                 |                                 |                                 |

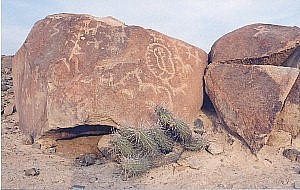
Petròglifs de Miculla.

Bandera de Tacna enarborada per l'almirall Guillermo Miller en 1821.

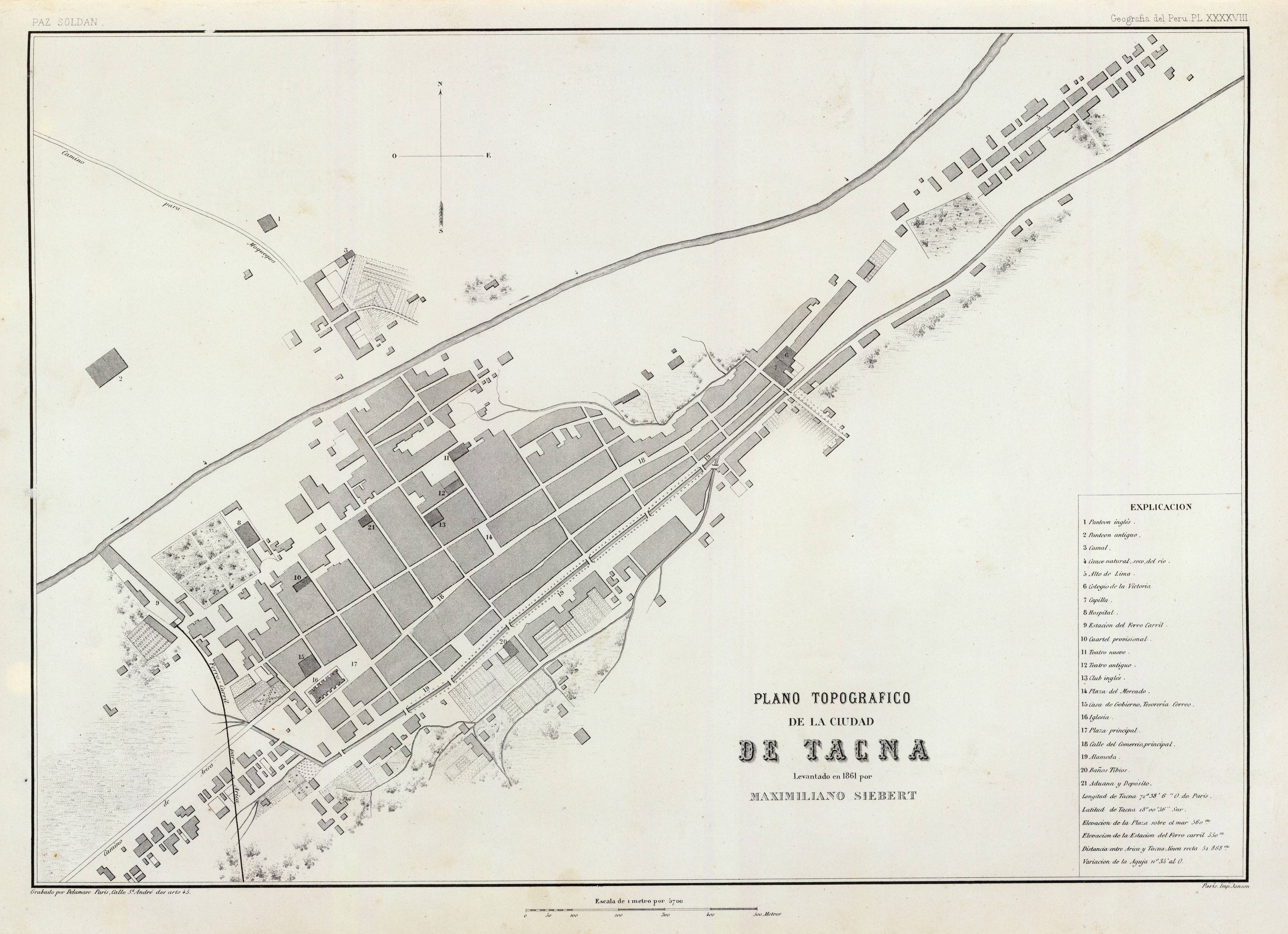
Plànol de la ciutat de Tacna en 1861

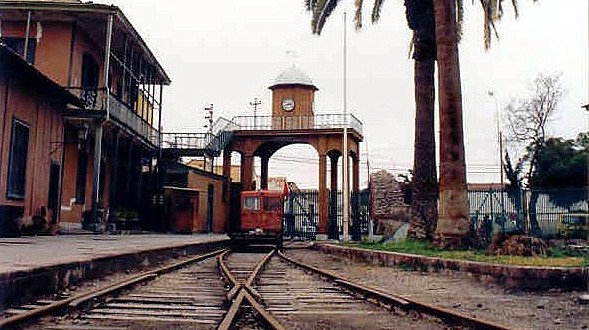
Estació ferroviària construïda durant el govern de José Balta.

Mapa explicant la controvèrsia entre Xile i Perú (entre 1883 i 1929) pels territoris de Tacna i Arica i la seva solució amb el Tractat de Lima.

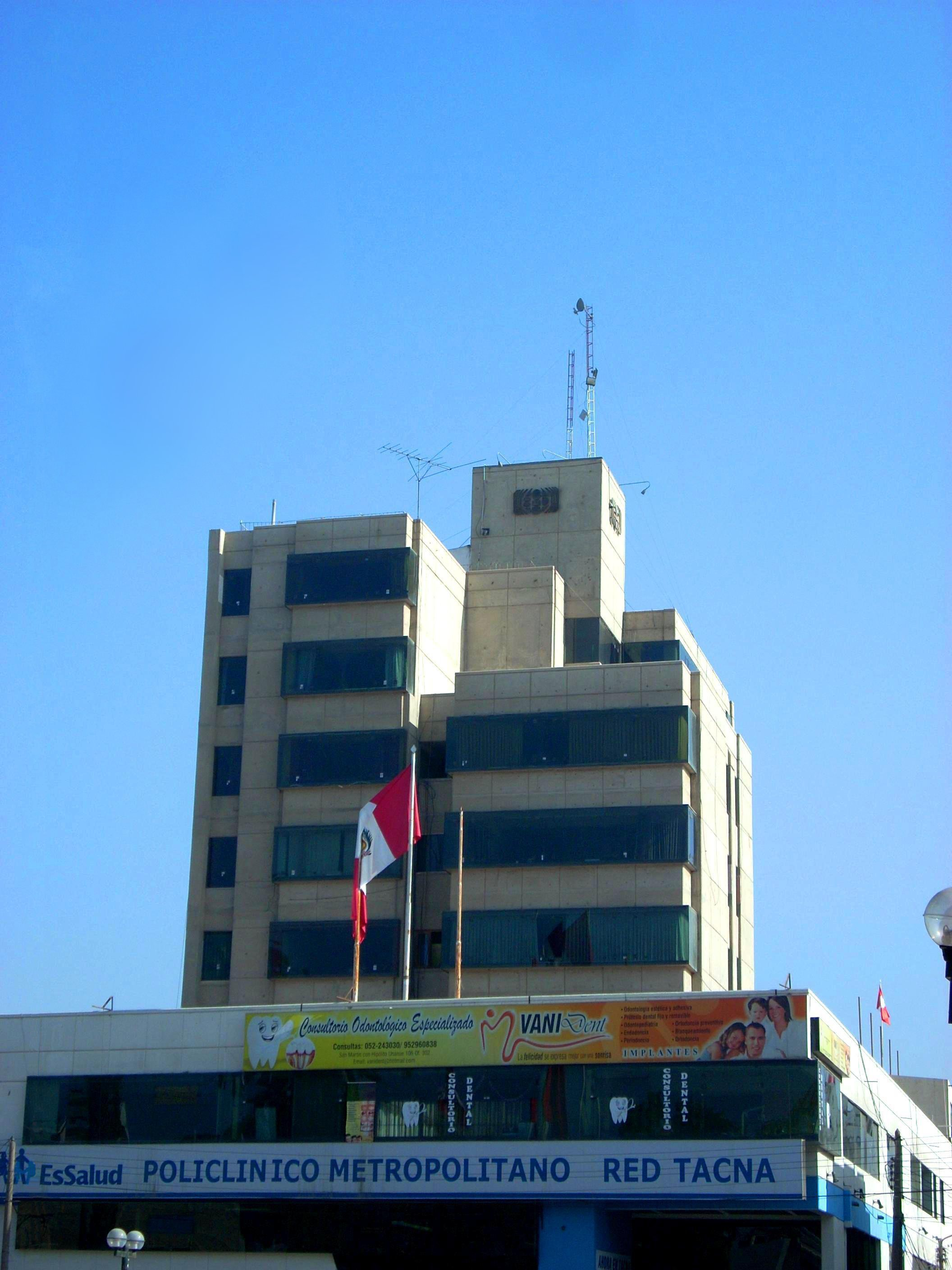
Edifici al centre de Tacna.

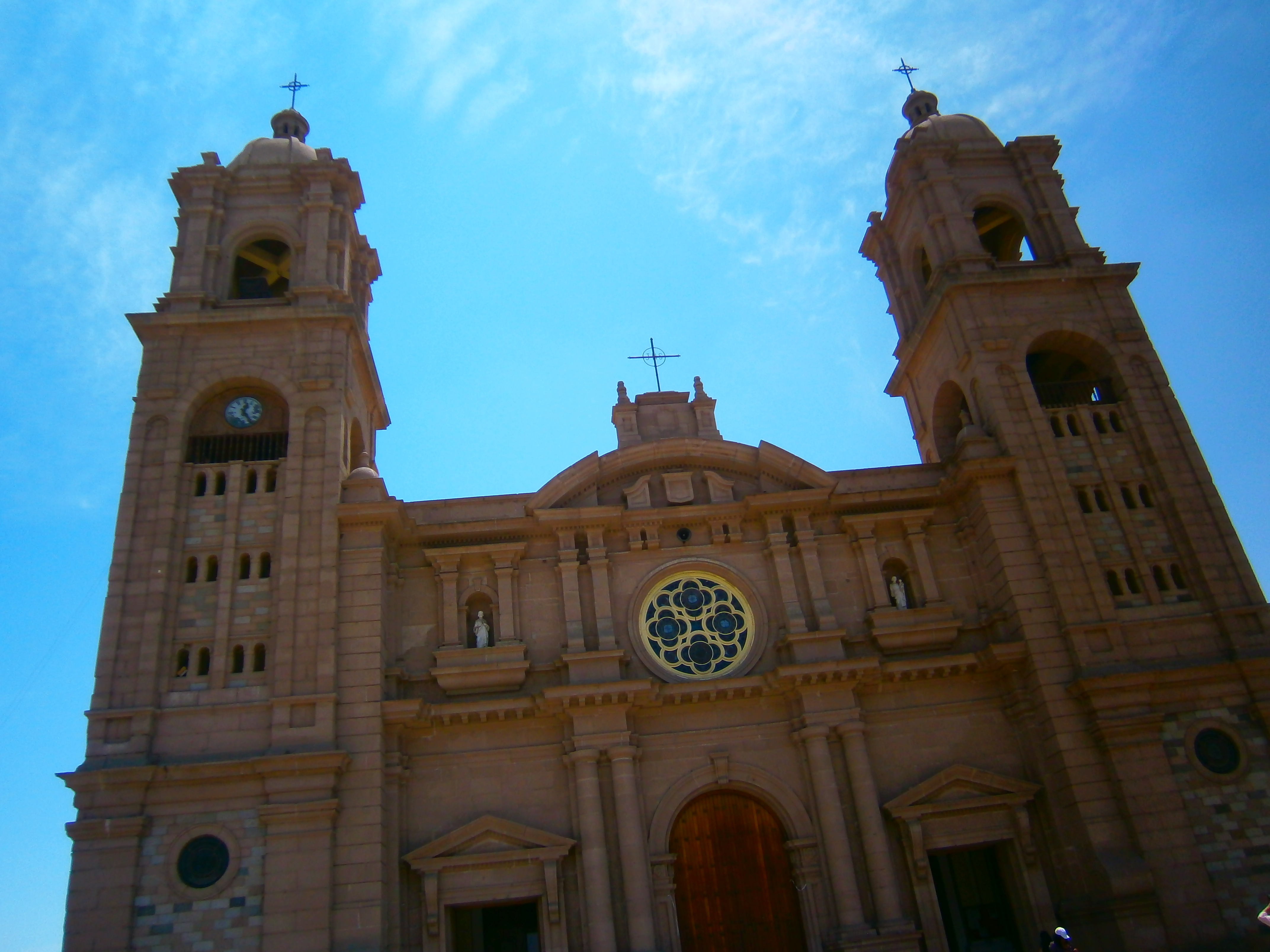
Catedral de Tacna.

La majoria dels habitants de Tacna són cristians, destacant per sobre totes el catolicisme, però amb importants minories protestants. Existeixen també una minoria musulmana.

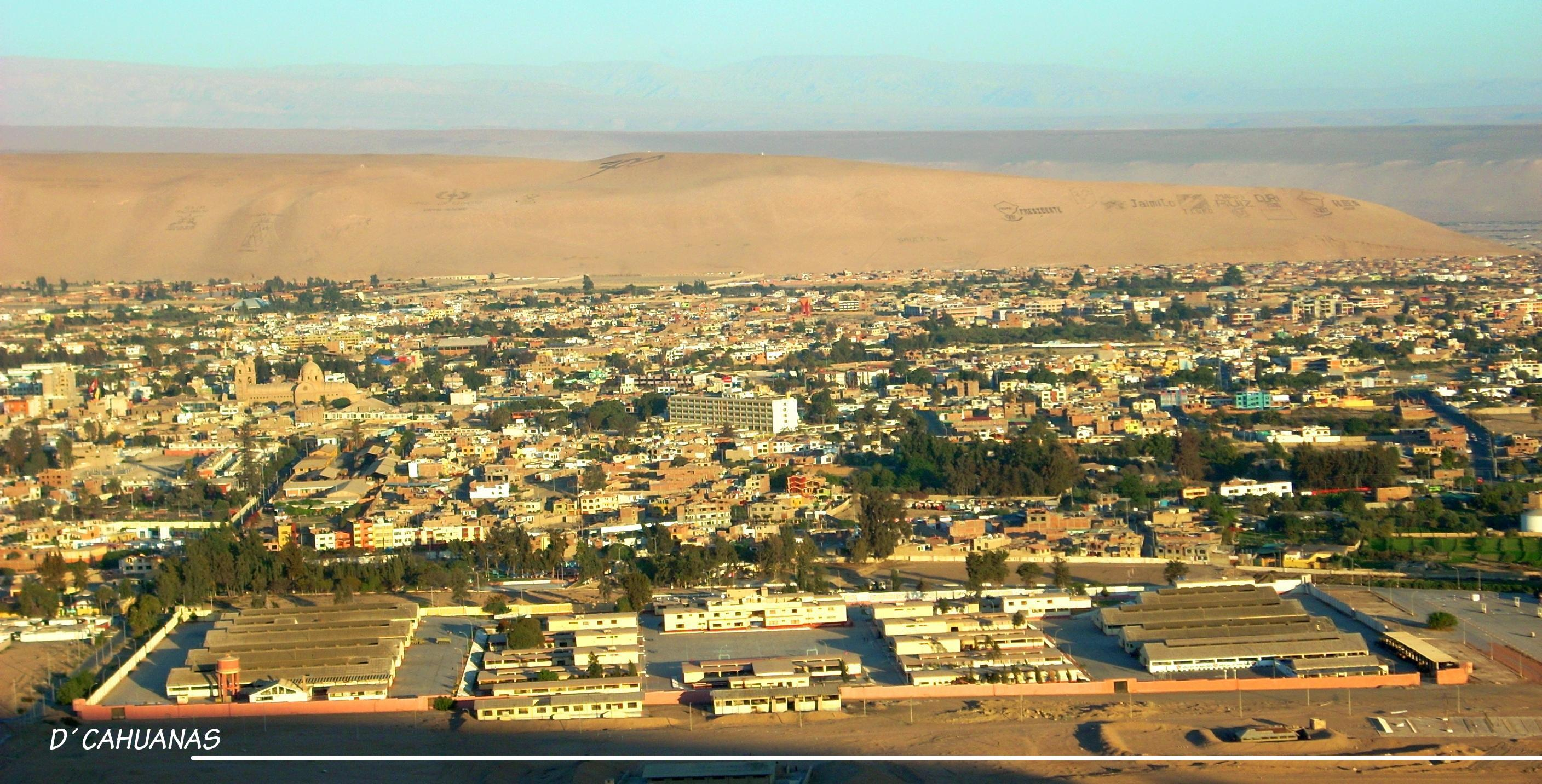
Ciutat de Tacna 2010

## Aeroport
L'Aeroport Internacional Coronel FAP Carlos Ciriani Santa Rosa administrat per Aeroports Andins del Perú.

## Salut
Tacna té un hospital i diversos centres de salut privats. El centre hospitalari més important de la ciutat és l'Hospital Hipólito Unanue.

## Educació
A la ciutat de Tacna es troba la Universitat Nacional Jorge Basadre Grohmann, la Universitat Privada de Tacna, la Universitat Ales Peruanes (Filial Tacna), Universitat Lationaméricana Cim i altres institucions d'educació superior que tenen oficines d'extensió com la Universitat Pedro Ruiz Gall de Chiclayo, Universitat Sant Agustín de Arequipa i Universitat Nacional Major de Sant Marcos. També es troba l'Institut Superior Pedagògic José Jiménez Borja, l'Institut Superior Tecnològic Francisco de Paula González Vigil, i institucions educatives com a Santíssima Nena María, Coronel Bolognesi, Champagnat, Cor de María, Jorge Basadre Grohmann, Germans Barreto, José Rosa Llaura, Gregorio Albarrasí, Francisco Antonio de Zela, Els nostres Herois de la Guerra del Pacífic. Entre les institucions educatives privades més representatives estan: Santa Ana, Crist Rei, Sant Agustín i Alexander Von Humboldt.

## Gastronomia i festes
| Festivitat                    | Data                                  | Llocs                                                    | Un altre | Galeria |
| ----------------------------- | ------------------------------------- | -------------------------------------------------------- | --- | ------- |
| Verge de la Candelaria        | 1, 2, 3 de febrer                     | Tacna, Alt de l'Aliança, Ciutat Nova.                    | Amb característiques particulars segons cada districte. |         |

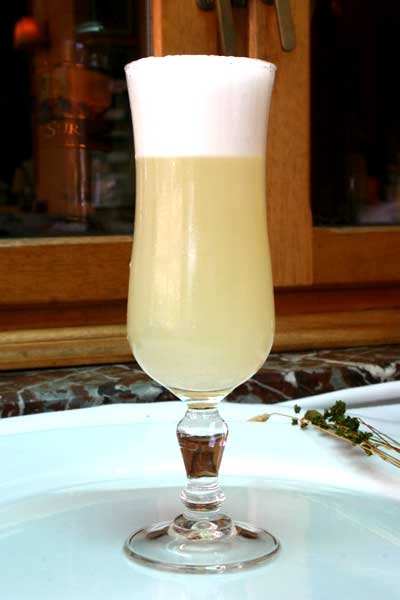
Coctel Mercat Vell

| Carnestoltes                  | Mesos de febrer, març                 | Tota la Província.                                       | - Cortamontes, Comparses - Caps de setmana - Primera i Segona Setmana - Tarkadas, Lurihuayos, Comparses - En diferents llocs de la ciutat, - Segona Setmana - Es realitzen en els mercats ambulants i centres comercials. En l'Av. Coronel Mendoza. - Durant el mes es realitzen les conegudes cercaviles i concursos en tots els districtes de la província. - Les festivitats culminen amb la gran parada i "Rematada de Carnestoltes" que es realitza l'última setmana de març. |         |
| Setmana Santa                 |                                       | Tota la Província.                                       | - Dimecres Sant - Es realitza la processó del Senyor del Gran Poder i la Verge de la Macarena. - Dijous Sant - Comença el pelegrinatge cap a la part els turons de la ciutat, el més visitat és el Intiorko. - Divendres Sant - Es realitza la processó del Sant Sepulcre. - Dissabte de Glòria - Es realitza la cercavila de Palla Pallas i Pulla Pullas en el districte de Ciutat Nova. - Domingo de Resurrecció - Es realitza la processó d'altars de Palla Pallas i Pulla Pullas, aquestes són adornades amb motius andins ja que és una tradició aymara, es realitza en Ciutat Nova. |         |
| Creus de Maig                 | Mes de maig                           | Tota la Província.                                       | Inicia el 3 de maig amb celebracions cada cap de setmana durant tot el mes. Totes les creus religioses assisteixen a la catedral on són beneïdes pel Bisbe de la Diòcesi de Tacna i Moquegua iniciant-se així les festes de les creus al llarg de tot l'any. És comú trobar algunes famílies que tenen com a costum cristià la novena en honor de la Santa Creu, existeixen també festes que transcendeixen el familiar i es barregen amb altres tradicions. L'anomenat pagament a la terra és una mostra de religiositat popular està present en la majoria de creus. És important assenyalar que la festa de la creu gira entorn de la creu de Pasqua, sense el cos crucificado del Senyor però si amb els signes de la Passió. Està present en molts llocs de tradició catòlica al voltant del món. Una característica que es repeteix són les flors signe de l'alegria de la resurrecció del Senyor. Les celebracions s'estenen durant tot el mes, sent animada amb bandes, comparses i morenadas |         |
| Isidro Labrador               | 14, 15 i 16 de maig                   | Tacna, Magollo.                                          | És celebrat pels agricultors. |         |
| Nit de Sant Joan              | 23 de juny                            | Tota la província.                                       | Constitueix una singular tradició andina, arrelada en la cultura popular de la Vall Vella de Tacna. Amb la necessitat de generar calor i energia, la qual cosa porta a l'encesa de fogates que il·luminen la nit i aviva la imaginació, costum ancestral dels chacareros de Tacna, es realitza la nit del 23 de juny. |         |
| Sant Pere / Fundació de Tacna | 28 i 29 de juny                       | Tacna, Vila Vila i Port Grau.                            | Patró de la ciutat de Tacna i dels mercats de la ciutat. També es considera patró dels pescadors, per la qual cosa als pobles del litoral es realitzen processons en embarcacions que recorren el mar. Al Mercat 2 de maig tanquen els carrers limítrofs i celebren la festa, antigament se celebrava la fundació de la ciutat per Diego d'Almagro en nom de la corona d'Espanya. |         |
| Verge del Carmen              | 15 i 16 de juliol                     | Tacna.                                                   | Festivitat i concurs de vestit de torero. |         |
| Verge de Copacabana           | 4, 5, 6, 12, 13 i 14 d'agost.         | Districte d'Alt de l'Aliança.                            | És celebrada per la població local i a més per la colònia boliviana a la ciutat de Tacna. Patrona del districte d'Alt de l'Aliança, les festivitats se centren en la parròquia del mateix nom, Es realitzen el 4, 5 i 6 d'agost, la Verge surt en processó pels carrers principals del districte, a més es realitza la tradicional fira d'Alasitas (miniatures) als carrers limítrofs a la parròquia. La festa continua i culmina amb l'octava que es realitza el 10, 11 i 12 d'agost. |         |

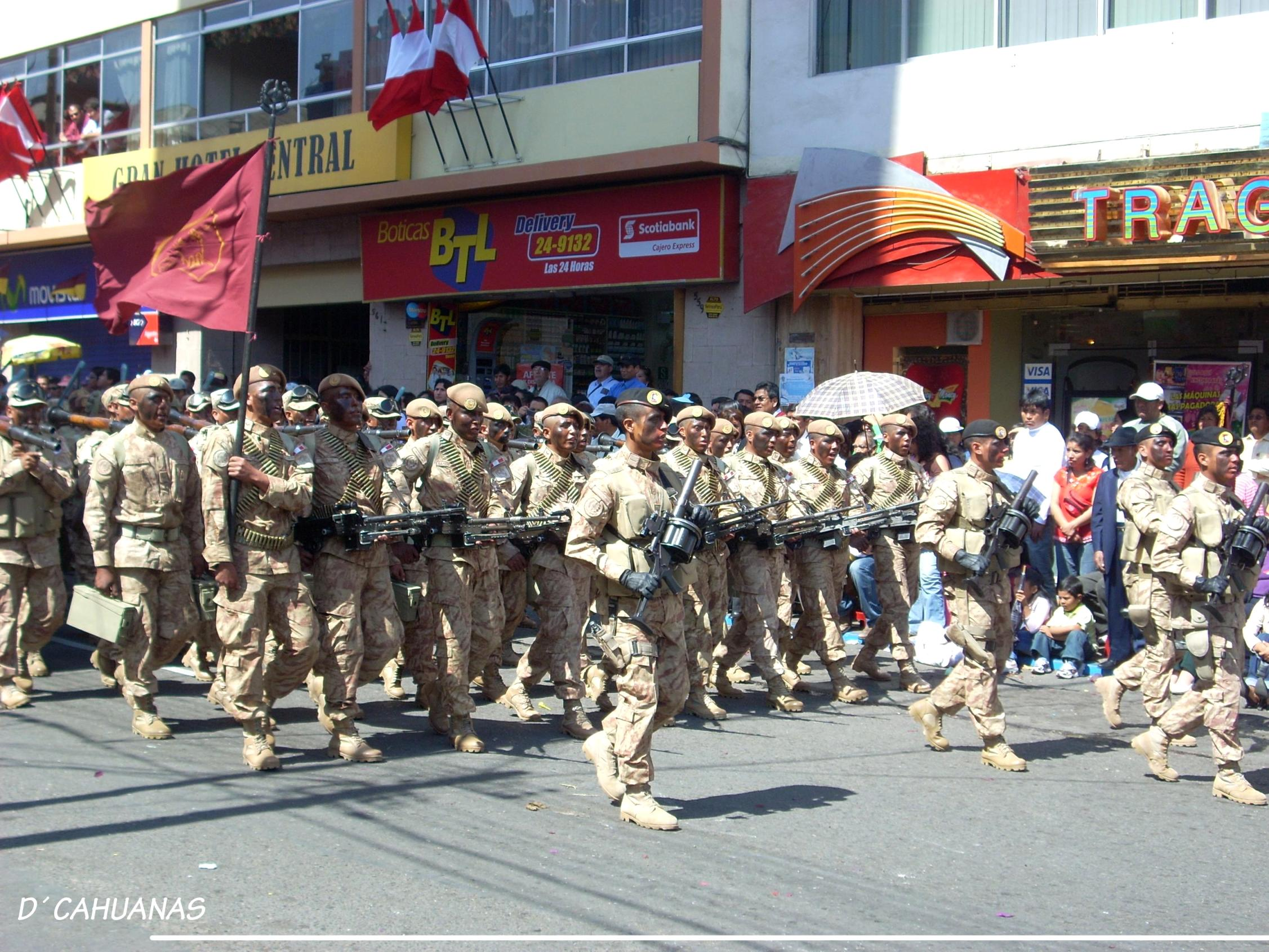
Exèrcit del Perú.

| Sant Agustín                  | 27, 28 i 29 d'agost.                  | Tacna                                                    | Festivitat i concurs de vestit de torero. |         |
| Santa Rosa de Lima            | 28 i 29 d'agost.                      | Districte Gregorio Alarracin Lanchipa, Platja Santa Rosa | Festa Patronal i Aniversari Comprat de Proveïments Santa Rosa. Festa Patronal a la Platja. |         |
| Verge de les Mercès           | 24 de setembre.                       | Districte de Pocollay.                                   | Patrona del Districte. |         |
| Senyor de Locumba             | 14 de setembre.                       | Tacna.                                                   | La festivitat del Senyor de Locumba és un esdeveniment important que es duu a terme en el districte de Locumba que li dona el nom al Senyor i que es troba dins de la província de Jorge Basadre a la regió i Tacna. La Festivitat d'aquest Senyor presenta com a data de celebració el dia 14 del mes de setembre. |         |
| San Miguel Arcàngel           | 29 de setembre                        | Tacna.                                                   | Festa Patronal. |         |
| Verge de Pallagua             | Primer diumenge d'octubre i desembre. | Pachia.                                                  | A 10 km. a l'est de la vall de Calentes es realitza la Festivitat de la Santíssima Verge del Rosari de Pallagua, en aquest lloc es duu a terme la celebració religiosa, tots els primers diumenges del mes d'octubre i desembre, per arribar és necessària una peregrinació. |         |
| Senyor dels Miracles          | 18, 28 i 31 d'octubre.                | Tacna.                                                   | S'inicia amb processó i missa en la Catedral. A més el Mercat Grau de la ciutat realitza una festa patronal en honor del Senyor dels Miracles. |         |
| Tots els Morts                | 1 i 2 de novembre .                   | Tota la Província.                                       | És tradició rebre als morts al migdia de l'1 de novembre amb una taula cerimonial on es "rep" al difunt amb menjar i begudes, generalment que li agradava. Es creu que els difunts es queden entre nosaltres des del migdia de l'1 de novembre fins al migdia de l'endemà. En tots dos dies es realitzen visites als cementiris on s'espera també als difunts amb flors, amics, música, beguda i menjar. |         |
| Nadal                         | 25 de desembre                        | Tota la Província.                                       | El Nadal es comença a celebrar amb una gran festa el 24 de desembre a la Plaça d'Armes. Se celebren amb focs artificials, espectacles i molt menjar. El cap d'any se celebra també a la Plaça d'Armes i en el balneari de Boca del Riu, similar al Nadal, amb la diferència que es crema un ninot fet de roba vella, en símbol de nous començaments per a l'any esdevenidor, gran part de la població baixa a la zona de platges a esperar l'any nou enmig d'espectacles i reunions d'amics i familiars i turistes de Xile i Bolívia. |         |

## Esports

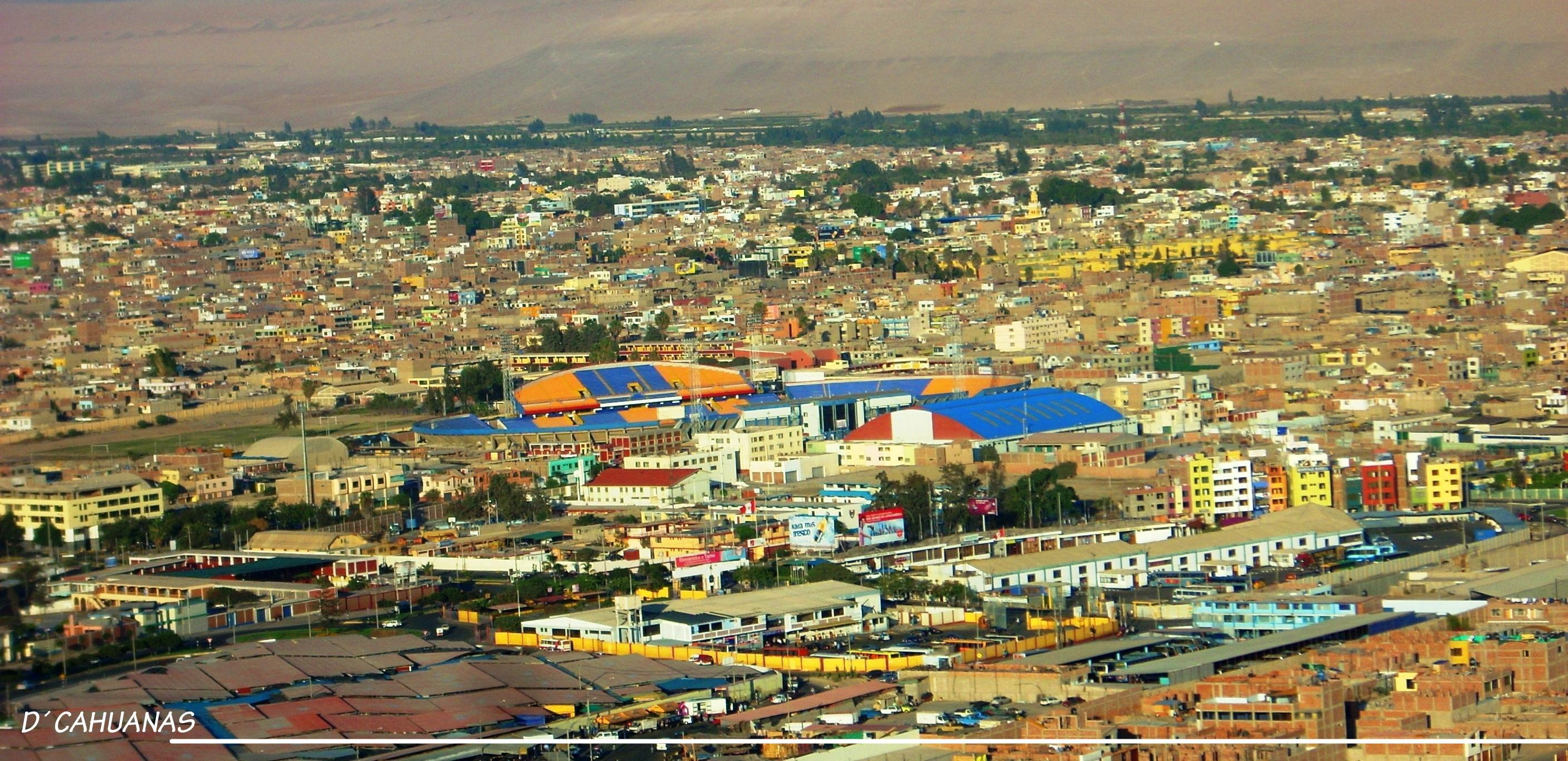
Estadi Jorge Basadre de Tacna.

El Club Esportiu Coronel Bolognesi actualment Copa Perú és el club de futbol de la ciutat de Tacna. Va ser fundat el 18 d'octubre de 1929 al carrer Blondel amb el nom de Club Esportiu Coronel Bolognesi. El nom és un homenatge a la memòria del defensor d'Arica en la Guerra del Pacífic Coronel Francisco Bolognesi. Actualment juga en la Lliga Peruana de Futbol. Va ser campió de la Copa Perú al 1976 i 2001. Ha participat en tres tornejos de la Copa Sud-americana. La Federació Internacional d'Història i Estadística de Futbol va qualificar al Coronel Bolognesi en el lloc 111 a nivell mundial de clubs a l'octubre de 2006. Després de ser Campió del Torneig Clausura 2007 va participar en la Copa Llibertadores d'Amèrica en el 2008.

### Escenaris esportius
- L'Estadi Jorge Basadre va ser remodelat i ampliat amb motiu de ser seu de la Copa Amèrica 2004. Té capacitat per 25 000 persones (abans 10 000). El seu nom original va ser "Estadi Modelo de Tacna" però va ser rebatejat amb el nom de l'historiador tacneño Jorge Basadre Grohmann.
- Un altre escenari és l'Estadi Joel Gutiérrez, situat al districte Gregorio Albarracín Té una capacitat per 21 000 espectadors. Acull majoritàriament els partits de la Copa Perú.
- El Coliseu Tancat Perú és per a la pràctica de Voleibol, basquetbol, etc.

## Turisme
Els operadors turístics de la regió organitzen diversos tours generats per les demandes del mercat.
- Tours per la ciutat i Alt de l'Aliança:

Comprèn el centre Històric, cases d'il·lustres personatges com Zela i Jorge Basadre. Es visita a més la Pila Ornamental, l'Arc Parabòlic, i l'Església Catedral de Tacna, el Museu Ferroviari i després continua a l'Alt de l'Aliança on es va desenvolupar la Batalla de Tacna. També es pot visitar el monument als soldats que van combatre en la Guerra del Pacífic en el museu situat a l'Alt de l'Aliança.
- Partint de Tacna per la carretera a Tarata que puja per l'alt Intiorko, podem arribar en una hora i 20 minuts a la província de Tarata, on bells paisatges, una fabulosa zona andina i una cultura mil·lenària esperen en un circuit màgic.

Ressenya: El circuit va ser creat pel Llicenciat en Turisme David Rendón l'any 2007, contractat per cooperació Suïssa i la Municipalitat Provincial de Tarata. Des de llavors Tarata compta ja amb una oferta turística operativa que en facilita l'accés.
- Tour litoral o costaner: Desenvolupat en els anys 90 a iniciativa de l'arqueòleg Jesús Gordillo Vegazo al costat dels estudiants de turisme de la Universitat Privada de Tacna. La seva primera parada és en la fallida de Rucs, camí Inca del litoral, el Rellotge Solar, Punta Sant Pablo, port Grau, els aiguamolls d'Ito i com a opcional es pot arribar fins als petroglifs de Punta Picada.

## Voltants

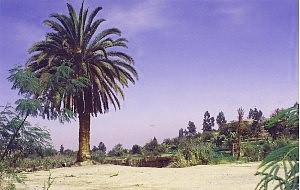
Voltants de Calents.

Prop de la ciutat de Tacna, es pot visitar:
- Els Petròglifs
- deal n el districte de P, chía a 22 km de la ciutat de Tacna, entre els turons Wawapas i Miculla. Els petrglifos més antics són del 500 DC. en stra flora, fauna, constel·lacions i ritus dels dibuixants que van usar pintura vermella sobre roca calcària.
- El Museu als Defensors de l'Alt de l'Aliança. Situada a vuit quilòmetres de la ciutat, on es va dur a terme la batalla de Tacna en 1880. Allí es va aixecar un monument en homenatge als defensors de la pàtria i el Museu de Lloc Alt de l'Aliança.
- També es pot visitar Pocollay, que és un poblat d'excel·lent clima amb bells paisatges i bons restaurants tradicionals.
- Calents és un petit poble rural que compta amb aigües termomedicinals.
- Balneari de Boca del Riu, es troba a 52 km al sud-oest de la ciutat de Tacna, situat en la desembocadura del riu Sama. És un dels balnearis més atractius i moderns del Perú, que posseeix una platja bonica, ampla, plana i amb aigües poc profundes, en un ambient net i envoltat per la bellesa de la natura.
- Tour Valle vell Miculla.

On es visita el districte de Pocollay, museu de "Peanyes", cellers de vins, pisco i macerades, Calanca, Pachía, els Petroglifs de Miculla, i s'acaba el recorregut als banys termals de Calents.
- Corredor Turístic internacional Tacna - Arica: Que uneix ambdues ciutats mitjançant una carretera totalment asfaltada i és una de les més transitades de Sud-americà, l'activitat turística en aquest corredor comença des dels anys 60.
- Corredor Turístic local costaner o litoral: Que és la xarxa de carreteres d'ús turístic que uneix la província amb els principals balnearis de la província, així com d'atractius turístics com a Morro sama, Feta fallida de Rucs, Aiguamolls d'Ito.
- Corredor Turístic local Valle Vell: Que és la xarxa de carreteres d'ús turístic que articula els diferents atractius de la província amb els districtes de Pocollay, Calanca i Pachía.

## Patrimoni

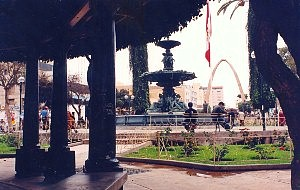
Arc Parabòlic, Pileta i Glorieta de Tacna, situats en l'Av. Sant Martín

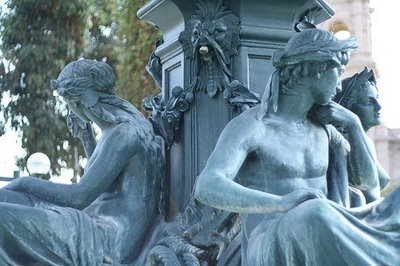
Pila Ornamental de Tacna.

- El Anaco de Camilaca, aquest vestit és netament del districte de Camilaca. El anaco té dues varietats, rojo i negre, aquests vestits són prehispànics. El Anaco de Camilaca va ser declarat Patrimoni Cultural de la Nació en el 2009 per l'Institut Nacional de Cultura (INC) els qui també van fer un Documental "Terra de Anaco" que actualment recolza a la salvaguardi a del Patrimoni Immaterial de la Humanitat davant la UNESCO.
- La Catedral de Tacna, que està situada enfront del Passeig Cívic, d'estil neorrenacentista i línies arquitectòniques molt fines, construïda per Eiffelel 1875.[1]
- El Museu Històric Regional de Tacna, situat al carrer Apurimac 202.
- La Pileta Ornamental de Tacna situada en el Passeig Cívic, segons el Llic. David Rendón es tractaria del viatge de Neptú a les Panateas o guerra dels déus mitològics. Les seves estàtues representen les quatre estacions. Va ser portada de Bèlgica al 1869 per l'empresa de Gustave Eiffel.[3]
- La Casa Museu Basadre, on va néixer i va viure part de la seva vida l'historiador peruà Jorge Basadre.
- La Casa Jurídica, carrer Zela 716, en la qual es troben el Museu de la Reincorporació i la Pinacoteca de Tacna. La casa és famosa al país per què s'hi signà l'acta de reincorporació de la regió al Perú, el 1929.
- La Casa de Francisco Antonio de Zela, carrer Zela 542, que l'any 1961 va ser declarat monument històric.
- El Teatre Municipal de Tacna amb llenços d'estil barroc en el sostre i retrats d'il·lustres personatges.
- El Museu Ferroviari Nacional de Tacna, Av. Coronel Albarrasí 402, a l'inici de l'estació del FFCC Tacna-Arica. Mostra diferents màquines usades per unir aquestes dues ciutats, així com fotografies d'inicis del segle xx.
- El Parc de la Locomotora, que exhibeix des de 1977 la Locomotora N.º 3 que traslladava les tropes peruanes per a la defensa d'Arica des de Tacna, durant la Guerra del Pacífic.
- L'Arc Parabòlic, situat en ple Passeig Cívic, aixecat en honor dels herois de la Guerra del Pacífic. (Miguel Grau i Francisco Bolognesi)
- L'Albereda Bolognesi, que és la principal avinguda de la ciutat, i es construí sobre la llera del riu Caplina.
- La Mesquita de Tacna, una de les dues construccions islàmiques a Perú.

## Bibliogràfica
- Disposant que a les províncies de Tacna i Tarapacá, es formi un departament litoral Arxivat 2009-07-30 a Wayback Machine.
- Separant del departament de Moquegua la província de Tarapacá amb la denominació de província litoral Arxivat 2009-07-30 a Wayback Machine.
- Elevant la Província de Moquegua al rang de Província Litoral i denominant a l'antic Departament de Moquegua: "Departament Tacna" Arxivat 2015-05-11 a Wayback Machine.
- Creant de nou la província de Arica Arxivat 2009-07-30 a Wayback Machine.
- Dividint en dos la província de Tacna, les que es denominaran província del Tancat de Tacna i província de Tarata Arxivat 2009-07-30 a Wayback Machine.
- Erigint en departament la província de Tarapacá la capital de la qual serà la ciutat de Iquique Arxivat 2012-09-18 a Wayback Machine.
- Zora Carbajal, Fortunato. Tacna, historia y folklore.  Cooperativa San Pedro, 1966.
- Cavagnaro Orellana, Luis.. Materiales para la historia de Tacna..  Tacna. Luis Cavagnaro Orellana, 1986. Tomo I, II, III, IV y V.